# Muckle Skerry
Muckle Skerry è la più grande delle Pentland Skerries, (in lingua Scots muckle significa grande o largo), un gruppo di quattro piccole isole disabitate nell'arcipelago delle Orcadi, in Scozia. Si trova nel Pentland Firth, ed è la più occidentale delle quattro isole.
Con le sue dimensioni di un km di lunghezza e con un'altezza massima di circa 20 metri sul livello del mare, Muckle Skerry è grande abbastanza da essere considerata un'isola. Le pessime condizioni atmosferiche dei firth hanno tuttavia reso l'isola praticamente inabitabile, pertanto molto spesso viene considerata un semplice scoglio.

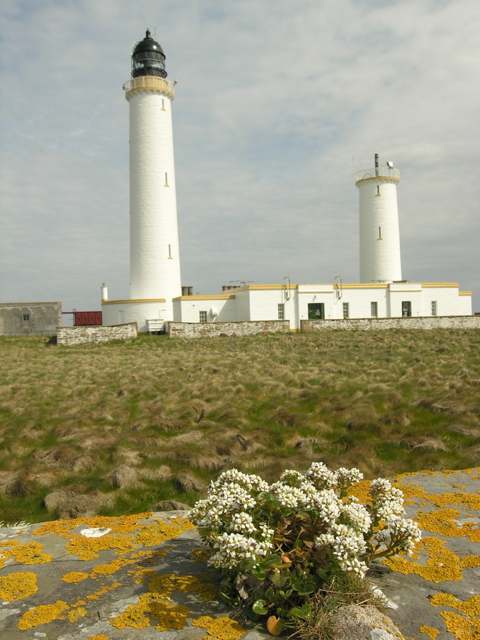
Il faro delle Pentland Skerries

## Il faro
L'isola è la sede del Pentland Skerries Lighthouse, un faro costruito nel 1794 dalla Northern Lighthouse Board, ad opera dell'ingegnere Thomas Smith e del suo figliastro Robert Stevenson.